# Final Fantasy Fables: Chocobo's Dungeon
 (novembre 2018).
Si vous disposez d'ouvrages ou d'articles de référence ou si vous connaissez des sites web de qualité traitant du thème abordé ici, merci de compléter l'article en donnant les références utiles à sa vérifiabilité et en les liant à la section « Notes et références ».
Final Fantasy Fables: Chocobo's Dungeon (チョコボの不思議なダンジョン 時忘れの迷宮, Chokobo no Fushigi na Danjon Toki Wasure no Meikyū) est un jeu vidéo de type dungeon crawler reprenant les principaux éléments de l'univers Final Fantasy et mettant en scène un chocobo.

## Système de jeu
Reprenant le principe de jobs apparu dans la saga des Final Fantasy avec Final Fantasy III, Chocobo obtient rapidement la capacité de changer de jobs à l'entrée de chaque donjon, pouvant finalement choisir parmi un total de 9, tels que chevalier, mage blanc ou bien encore voleur. Ces jobs proposent des capacités spécifiques à débloquer en gagnant des niveaux de job après avoir récupéré des points de job laissés parfois par les monstres croisés dans les donjons.

## Personnages
- Chocobo, le héros au beau plumage jaune.
- Cid, chasseur de trésor et compagnon d'aventure de Chocobo.
- Shirma, un mage blanc qui devient rapidement amie avec les deux compagnons.
- Raphaëllo, un jeune garçon né dans un œuf tombé du ciel, aux étranges pouvoirs et considéré comme le sauveur.